# سانتا مارینا سالینا
سانتا مارینا سالینا (به ایتالیایی: Santa Marina Salina) یک کومونه در ایتالیا است که در استان مسینا واقع شده‌است.

## خصوصیات
سانتا مارینا سالینا ۸٫۷ کیلومترمربع مساحت و ۸۱۸ نفر جمعیت دارد و ۲۵ متر بالاتر از سطح دریا واقع شده‌است.